# Futrono
Futrono é uma das 4 comunas pertencentes à província de Ranco na Região de Los Rios, Chile. Situa-se na margem nordeste do Lago Ranco.
A comuna limita-se: a leste com a Argentina; a norte com Panguipulli e Los Lagos; a oeste com Paillaco e La Unión; a sul com Lago Ranco.

## História
A área foi centro de vastos territórios mapuches durante o período colonial, os quais por gerações resistiram e lutaram contra os espanhóis para defender suas terras. Os mapuches chamavam o local de Futronhue, sua adaptação ao espanhol gerou o nome atual.
O local transformou-se em um porto de embarque de produtos. Este porto foi criado por M. Squel, o qual possuía um vapor de mesmo nome, com o qual transportava os produtos da região até Puerto Nuevo e dali para La Unión. 
Em 1941 esta localidade, transformou-se em município, o que impulsionou o crescimento populacional.